# NA-4117
La  NA-4117  es una carretera local perteneciente a la Red de Carreteras de Navarra que se inicia en PK 19,14 de NA-411 y termina en Gorrontz-Olano. Tiene una longitud de 2,09 kilómetros.